# Phygadeuon madecassus
Phygadeuon madecassus là một loài tò vò trong họ Ichneumonidae.